# 和歌山天文館
和歌山天文館(わかやまてんもんかん)は、かつて和歌山県和歌山市に存在した日本のプラネタリウム館。
元大阪市立電気科学館天文部の主任であった高城武夫によって設置された私設館であった。

## 概要
1959年に大阪市立科学館の主任であった、高城武夫が私財を投じて自宅敷地内にプラネタリウムを設置し開館。
プラネタリウム常設館としては国内で5番目に古かった。自ら設計した直径8メートルのドームの中に約100席があった。
高城の死去に伴い、1981年に閉館。延べ15万人が来館した。

## 機材
- 投影機：金子式北天南天球ダイヤ型(遠隔操作のために改造あり)
- ドーム：8m(自ら設計;木骨組,防音壁,鉄板屋根,天頂部拡声器付)
- 星座絵投影機/スライド投影機
- 反射望遠鏡(15cm・10cm  各1台)/屈折望遠鏡(8cm・5cm  各1台)